# Disneyland Paris
Disneyland Paris, abans Disneyland Resort Paris i originalment Euro Disney Resort, és un complex lúdic de Disney situat a la localitat francesa de Marne-la-Vallée també conegut com a Eurodisney. Es troba a uns 32 quilòmetres del centre de la ciutat de París. El parc és propietat de la EuroDisney SCA una companyia pública en la qual Disney participa en un 39,78%, un 10% al príncep saudita Alsaleed i un 50% repartit entre diversos accionistes.
El resort compta amb dos parcs temàtics, un gran centre comercial i set hotels propis de Disney més quatre de diverses companyies.
El parc s'inaugurà el 12 d'abril del 1992 no sense polèmica per part de cert sectors culturals francesos que no dubtaren a qualificar el projecte com un txernòbil cultural.

## Situació i transport
El resort comptà amb una gran superfície d'estacionament de vehicles, així com una parada de tren de rodalies i alta velocitat. També ofereix un servei d'autobús directe entre el resort y els aeroports de Paris-Charles de Gaulle i Paris-Orly.

## Història
En veure l'èxit de Disneyland d'Anaheim a l'estat de Califòrnia, planegen construir un altre parc temàtic a Europa, es començaren els tràmits el 1975. Els primers candidats van ser França, Gran Bretanya, Itàlia i Espanya. Gran Bretanya i Itàlia van ser descartades ràpidament en no tenir terrenys prou grans i plans.
A Espanya es van proposar diverses ubicacions, alguna d'elles a Catalunya, però el govern espanyol va donar suport a una ubicació en una zona d'Alacant que finalment el 1985 es va veure vençuda per la proposta de França, que no només estava a prop de París, sinó que a més estava al centre d'Europa. D'aquesta manera, 68 milions de persones hi estaven a unes 4 hores amb cotxe, i 300 a dues hores més amb avió.
El 1985 es van començar a comprar els terrenys, i la construcció el 1988. El 1990 es va obrir un espai al parc perquè el públic pogués veure el que s'estava construint. El 12 d'abril de 1992 va obrir les portes (com a Euro Disney Resort i/o Euro Disneyland) amb una assistència precària. Les raons del seu fracàs van ser molt diverses, mentre alguns apunten que es va construir més gran del que hauria d'haver estat al principi, altres apunten que el parc va pagar centrar-se massa en la cuina francesa i no oferir menjars americans, que era el que el públic buscava; els preus alts també van desanimar a molta gent.
L'1 d'octubre de 1994 va canviar el nom per Disneyland París. Això i un acostament a la demanda europea van fer que el 1995 el parc tingués beneficis econòmicament.
El parc reuneix 12 milions de visitants a l'any i un total de 150 milions des de la seva obertura.
El parc es divideix en cinc zones diferenciades: Main Street USA, zona que commemora el poble d'infantesa de Walt Disney amb l'estil propi dels Estats Units d'inicis del segle passat; Fantasyland, lloc d'origen de tots els personatges de fantasia de la companyia; Frontierland, zona inspirada en l'Oest llunyà i la febre de l'or; Advernturland, de temàtica salvatge i de pirates amb zones de molta vegetació; i Discoveryland, de caràcter futurista i tecnològic. Cadascuna d'aquestes zones compte amb atraccions, gastronomia i botigues pròpies.
A més, el complex es completa amb el Parc Walt Disney Studios, el lloc de compres Disney Village i una sèrie d'hotels de temàtiques diverses.